# Syringodium
Syringodium, rod vodenog bilja (morskih trava) iz porodice Cymodoceaceae, dio reda žabočunolike. Postoje tri vrste koje žive uz suptropske i tropske obale Starog svijeta (Crveno more, istočna obala Afrike), zapadnog Pacifika, Australije i američke obale od Meksičkog zaljeva preko Antila do obala Venezuele i Kolumbije

## Vrste
1. Syringodium filiforme Kütz.
2. Syringodium isoetifolium (Asch.) Dandy